# Les Salelles (Ardèche)
Les Salelles è un comune francese di 321 abitanti situato nel dipartimento dell'Ardèche nella regione dell'Alvernia-Rodano-Alpi.

## Società

### Evoluzione demografica
Abitanti censiti